# Physical Review
Physical Review (frequentemente abreviado como Phys. Rev.) é uma das mais antigas e mais respeitadas revistas científicas que publica pesquisas em todos os aspectos da física. A revista, fundada em 1893, é publicada desde 1913 pela American Physical Society (APS).

## História
Physical Review começou a ser publicada em julho de 1893, organizada pelo professor da Universidade Cornell Edward Nichols e com a ajuda do novo presidente de Cornell, J. Gould Schurman. A revista foi gerida e editada em Cornell, no norte do estado de Nova Iorque, de 1893 a 1913, por Nichols, Ernest Merritt e Frederick Bedell. Os 33 volumes publicados durante esse período constituem a Physical Review Series I.
A American Physical Society (APS), fundada em 1899, assumiu a publicação em 1913 e iniciou a Physical Review Series II. A revista permaneceu em Cornell sob a direção do editor-chefe G. S. Fulcher de 1913 a 1926, antes de se mudar para a localização do editor John Torrence Tate, Sr. na Universidade de Minnesota. Em 1929, a APS começou a publicar a Reviews of Modern Physics, um espaço para artigos de revisão mais longos. Em 1932, o recém-formado American Institute of Physics assumiu a publicação da Physical Review.
Durante a Grande Depressão, o cientista abastado Alfred Loomis pagou anonimamente as taxas da revista para autores que não podiam arcar com os custos.
Após a morte de Tate em 1950, as revistas foram geridas de forma provisória ainda em Minnesota por E. L. Hill e J. William Buchta, até que Samuel Goudsmit e Simon Pasternack foram nomeados e o escritório editorial foi transferido para o Laboratório Nacional de Brookhaven na região oriental de Long Island, Nova Iorque. Em julho de 1958, a revista irmã Physical Review Letters foi criada para publicar artigos curtos de interesse particularmente amplo, inicialmente editada por George L. Trigg, que permaneceu como editor até 1988.
Em 1970, a Physical Review foi subdividida em sub-revistas Physical Review A, B, C e D. Um quinto membro da família, Physical Review E, foi introduzido em 1993 para acomodar em grande parte a imensa quantidade de novas pesquisas em dinâmica não linear. Juntas, essas constituem a Physical Review Series III.
O escritório editorial foi transferido em 1980 para sua localização atual, do outro lado da estrada expressa em relação ao Laboratório Nacional de Brookhaven. Goudsmit se aposentou em 1974 e Pasternack na metade da década de 1970. Editores-Chefes anteriores incluem David Lazarus (1980–1990; Universidade de Illinois em Urbana-Champaign), Benjamin Bederson (1990–1996; Universidade de Nova Iorque), Martin Blume (1996–2007; Laboratório Nacional de Brookhaven) e Gene Sprouse (2007–2015; SUNY Stony Brook). O atual Editor-Chefe é Michael Thoennessen, cujo mandato começou em setembro de 2017.
Para celebrar o centésimo aniversário da revista, um memorial foi publicado em conjunto pela APS e pela AIP.
Em 1998, foi publicado o primeiro número de Physical Review Special Topics: Accelerators and Beams, e em 2005 foi lançada a Physical Review Special Topics: Physics Education Research. Em janeiro de 2016, os nomes de ambas as revistas foram alterados para remover "Special Topics". A Physical Review também iniciou uma revista online, Physical Review Focus, em 1998, para explicar e fornecer contexto histórico para artigos selecionados de Physical Review e Physical Review Letters. Esta foi incorporada à Physics em 2011. As revistas de Special Topics são acesso aberto; Physics Education Research exige taxas de página dos autores, mas Accelerators and Beams não. Embora não seja totalmente de acesso aberto, Physical Review Letters também exige uma taxa de página do autor, embora isso seja voluntário. As outras revistas exigem tal taxa apenas se os manuscritos não forem preparados em um dos formatos preferidos. Desde 2011, os autores podem pagar uma taxa de processamento de artigo para tornar seus artigos de acesso aberto. Esses artigos são publicados sob os termos da Licença Creative Commons Atribuição 3.0 (CC-BY). Physical Review Letters comemorou seu 50º aniversário em 2008. A APS possui uma política de direitos autorais que permite ao autor reutilizar partes do artigo publicado em uma obra derivada ou nova, inclusive na Wikipedia.
A APS possui uma publicação online intitulada Physics, com o objetivo de ajudar físicos e estudantes de física a aprender sobre novos desenvolvimentos fora de seu próprio subcampo. Isso agora inclui os artigos de interesse geral que apareceram como Physical Review Focus. Uma revista de curta duração, também chamada Physics, foi publicada pela Pergamon Press e pela Physics Publishing Co. de 1964 a 1968, com o objetivo de publicar "uma seleção de artigos que merecem a atenção de todos os físicos." Os quatro volumes desta revista foram eventualmente disponibilizados gratuitamente online pela APS sob o título alternativo Physics Physique Физика, refletindo como o título foi originalmente impresso nas capas da revista e como às vezes foi referido ao longo dos anos.
Também publica Physical Review X, uma revista acesso aberto exclusivamente online. É uma revista revisada por pares que publica, o mais rapidamente possível, artigos de pesquisa original de todas as áreas da física pura, aplicada e interdisciplinar. Em 2014, Physical Review Applied começou a publicar pesquisas sobre todos os aspectos das aplicações experimentais e teóricas da física, incluindo suas interações com outras ciências, engenharia e indústria. Em 2016, a APS lançou Physical Review Fluids "para incluir áreas adicionais de pesquisa em dinâmica dos fluidos", e, em 2017, lançou Physical Review Materials "para preencher uma lacuna" na cobertura da pesquisa em materiais. Em 2019, foi lançado Physical Review Research para fornecer um periódico completamente aberto com um nível de seletividade semelhante ao dos antigos periódicos A–E. Em 2020, foi lançado PRX Quantum para servir como um lar e conectar as diversas comunidades de pesquisa que compõem a ciência e a tecnologia da informação quântica, abrangendo desde a ciência pura até a engenharia, ciência da computação e além. Em 2023, foi lançado PRX Life para promover a pesquisa das comunidades interdisciplinares na interface entre as ciências físicas e as ciências da vida.

## Periódicos
| Periódico                                                   | Abreviatura       | Fator de impacto | Período de publicação | Escopo                                                       | Página online           |
| ----------------------------------------------------------- | ----------------- | ---------------- | --------------------- | ------------------------------------------------------------ | ----------------------- |
| Physical Review Series I                                    | Phys. Rev.        |                  | 1893—1912             | Todos campos da Física                                       | Todos volumes           |
| Physical Review Series II                                   | Phys. Rev.        |                  | 1913—1969             | Todos campos da Física                                       | Todos volumes           |
| Physical Review Letters                                     | Phys. Rev. Lett.  | 6,944 (2007)     | 1958—presente         | Pesquisas fundamentais importantes em todos campos da física | 1958—2002 2003—presente |
| Physical Review A                                           | Phys. Rev. A      | 2,893 (2007)     | 1970—presente         | Física atômica, molecular e óptica                           | 1970—2002 2003—presente |
| Physical Review B                                           | Phys. Rev. B      | 3,172 (2007)     | 1970—presente         | Física da matéria condensada e de materiais                  | 1970—2002 2003—presente |
| Physical Review C                                           | Phys. Rev. C      | 3,302 (2007)     | 1970—presente         | Física nuclear                                               | 1970—2002 2003—presente |
| Physical Review D                                           | Phys. Rev. D      | 4,696 (2007)     | 1970—present          | Física de partículas, de campos, gravitação, e cosmologia    | 1970—2002 2003—presente |
| Physical Review E                                           | Phys. Rev. E      | 2,483 (2007)     | 1993—presente         | Física estatística, não-linear, e matéria mole               | 1970—2002 2003—presente |
| Physical Review Focus                                       | Phys. Rev. Focus  |                  | 1998—presente         | Seleções dos periódicos do Physical Review                   | Todos volumes           |
| Physical Review Special Topics — Accelerators and Beams     | Phys. Rev. ST AB  | 1,457 (2007)     | 1998—presente         | Acelerador de partículas e feixes                            | Todos volumes           |
| Physical Review Special Topics — Physics Education Research | Phys. Rev. ST PER |                  | 2005—presente         | Ensino de Física                                             | Todos volumes           |
| Physics                                                     | Physics           |                  | 2008—presente         | Todos campos da Física                                       | Todos volumes           |